# Francisco Teixeira de Sousa
Francisco Teixeira de Sousa (Velas, ilha de São Jorge — 4 de Janeiro de 1821) foi produtor Agrícola em terras próprias e militar do exército português na especialidade de infantaria.

## Biografia
Prestou serviço no exército português, no Regimento de Guarnição nº 1, aquartelado na Fortaleza de São João Baptista, no Monte Brasil, junto à cidade de Angra do Heroísmo, e foi um médio detentor de terras na zonas da vila das Velas, ilha de São Jorge.
Pelo seu casamento foi também um dos médio detentor de terras nas fajãs da costa Norte da ilha de São Jorge, nomeadamente na fajã de Vasco Martins, Fajã Rasa, Fajã da Ponta Furada, e Fajã de Manuel Teixeira, onde produzia vinho de várias castas, particularmente da casta conhecida regionalmente, como "Vinho de cheiro", que era vendido principalmente na vila das Velas. 
Nessas mesmas fajãs, em sítios específicos do ponto de vista de adaptação Ambiental, autênticos biótopos únicos das fajãs,  a que era chamado "fontes de inhames" produzia inhames de grande qualidade que eram vendidos em diferentes locais da ilha com predominância para a vila das Velas.
O inhame ao longo dos séculos sempre foi tido como uma planta de grande valor económico, e embora estando dedicada principalmente à alimentação popular chegou a estar ligado ao acontecimento que ficou conhecido como Revolta dos inhames.
Em algumas das suas terras cultivadas fora das fajãs procedia ao cultivo de cereais, tais como o trigo e o milho cujos excedentes eram vendidos nos mercados locais e exportados para o continente português.

## Relações Familiares
Foi filho de Francisco Teixeira Quaresma e de D. Rosa Maria. Casou em 13 de Outubro de 1784 com D. Maria de Jesus 
(Santo Amaro, 7 de Agosto de 1752 —?) foi filha de Manuel de Ávila de Bettencourt e de D. Maria de Ávila do Rosário, de quem teve oito filhos:
1. Maria de Jesus Bettencourt (Rosais, Velas, ilha de São Jorge 9 de Maio de 1800 — 24 de Setembro de 1871 Toledo, Santo Amaro, Velas, ilha de São Jorge; casou com António José de Bettencourt a 18 de Fevereiro de 1822.
2. Mariana (Rosais, Velas, ilha de São Jorge 18 de Dezembro de 1810 —?). Foi padrinho de baptismo Manuel Inácio da Silveira, filho do Capitão João Inácio da Silveira e Isabel Josefa de Bettencourt, esposa do referido Capitão).
3. Mateus (Rosais, Velas, ilha de São Jorge 20 de Março de 1808 —?).
4. João (13 de Julho de 1805 —?).
5. Ana (23 de Dezembro de 1802 —?).
6. Manuel (8 de Março de 1798 —?).
7. Isabel (24 de Junho de 1796 —?).